# Cystomastax fuscipalpis
Cystomastax fuscipalpis är en stekelart som beskrevs av Günther Enderlein 1920. Cystomastax fuscipalpis ingår i släktet Cystomastax och familjen bracksteklar. Inga underarter finns listade i Catalogue of Life.